# Курилович, Ежи
Е́жи Курило́вич (пол. Jerzy Kuryłowicz; 14 (26) августа 1895, Станислав, Королевство Галиции и Лодомерии, Австро-Венгрия — 28 февраля 1978, Краков, ПНР) — польский лингвист, один из выдающихся лингвистов XX века. Работал в Польше, СССР, США и Германии. Член Польской академии знаний (с 1931) и Польской академии наук (с 1952); почётный член ряда иностранных академий, почётный доктор многих университетов. Труды по истории индоевропейских и семитских языков, теории грамматики, общим проблемам языкознания.

## Биография
Учился во Львове, затем в Вене (где по настоянию отца изучал экономику и право); во время I мировой войны был мобилизован в австрийскую армию, был ранен, провёл полтора года в русском плену. После войны решил посвятить себя изучению восточных языков (которыми заинтересовался ещё во время учёбы в Вене). Защитив диссертацию по романской филологии во Львове (1923), продолжил обучение в Париже, где вошёл, наряду с Бенвенистом, Рену, Шантреном и других в число учеников Мейе, Вандриеса и других известных индоевропеистов того времени. Со времени пребывания во Франции возник устойчивый интерес Куриловича к проблематике сравнительно-исторического языкознания и древней истории индоевропейских и семитских языков. В дальнейшем — профессор Львовского (1926—1946, где продолжал работать и после перехода Западной Украины под контроль СССР, и во время войны), Вроцлавского (1946—1948), Краковского Ягеллонского (1948—1965) университетов; заведовал в последнем специально созданной для него кафедрой общего языкознания. После 1956 года преподавал также в ряде университетов Европы и США.

## Вклад в науку
Основной областью научных интересов Куриловича была индоевропеистика и семитология. Он предложил реконструкцию индоевропейского ударения (затронув также проблемы индоевропейской метрики), внёс существенный вклад в развитие ларингальной гипотезы Ф. де Соссюра, обнаружив существование ларингалов в хеттском. Выдвинул гипотезу о происхождении семитского трёхсогласного корня в результате грамматикализации апофонии. Несколько более спорную часть его наследия составляют работы о грамматической структуре индоевропейского праязыка: сыгравшие в своё время важную роль, они в ряде отношений сейчас считаются устаревшими.
Работы Куриловича по общим проблемам языкознания немногочисленны, но оставили важный след в истории лингвистики. По своим взглядам Курилович был близок к структуралистам «функционального» направления 1930—1950-х гг., хотя его нельзя безоговорочно отнести ни к одной из крупных лингвистических школ этого периода. Разделяя структуралистское понимание языка как «системы чистых отношений», в отличие от многих структуралистов активно занимался проблемами эволюции языковой системы. Одно из главных теоретических достижений Куриловича — обоснование метода внутренней реконструкции для изучения более древних состояний языка: в отличие от классического компаративистского метода внешней реконструкции, опирающегося на регулярные звуковые соответствия в области базовой лексики родственных языков, при внутренней реконструкции используются данные только одного языка, и более древние формы восстанавливаются на основании анализа нерегулярных особенностей словоизменения. Как исследователь проблем происхождения и эволюции грамматических категорий и причин языковых изменений Курилович является одним из предшественников «теории грамматикализации».
К числу других получивших широкую известность результатов Куриловича относятся также предложенная им классификация падежей, различающая так называемые грамматические и конкретные падежи и ставшая, наряду с теориями Ельмслева, Якобсона и Филлмора одной из основных трактовок семантики падежа, а также различие между синтаксической и семантической деривацией. Интересны также его работы по теории знака.

## Публикации
Курилович печатался в основном на английском и французском языках; некоторые статьи были опубликованы им по-русски в советских изданиях (в том числе статья 1946 года с весьма острой критикой марризма). В русском переводе в 1962 году вышел сборник его избранных статей «Очерки по лингвистике».